# NRS 31-36
De serie NRS 31-36 was een serie stoomlocomotieven van de Nederlandsche Rhijnspoorweg-Maatschappij (NRS), die daarna ook nog bij de Hollandsche IJzeren Spoorweg-Maatschappij (HSM) en Maatschappij tot Exploitatie van Staatsspoorwegen (SS) hebben dienstgedaan.

## NRS 31-36
Na de verkoop van de 31-36 uit 1856 aan de London, Chatham and Dover Railway (LC&DR) in 1861 ontstond na enkele jaren toch weer de behoefte aan meer en sterkere locomotieven. Bij de fabriek van Sharp Stewart and Company te Glasgow werden zes nieuwe locomotieven besteld, welke de door de bovengenoemde verkoop vrijgekomen nummers 31-36 kregen. De locomotieven werden tussen 1865 en 1867 aan de NRS geleverd.
Nadat de NRS in 1890 werd opgeheven, werd het materieel verdeeld over de Hollandsche IJzeren Spoorweg-Maatschappij (HSM) en Maatschappij tot Exploitatie van Staatsspoorwegen (SS).

## HSM 339-341
De locomotieven 31, 33 en 36 gingen naar de HSM. De HSM nummerde de drie locomotieven in de aaneengesloten serie 339-341 met het soortmerk P2. De HSM zette de locomotieven voornamelijk in op de
Betuwelijn. Als eerste werd de 340 in 1899 afgevoerd, de 341 volgde in 1909 en de 339 bleef tot 1911 in dienst waarna deze in 1913 werd doorverkocht.

## SS 1032, 1034 en 1035
De locomotieven 32, 34 en 35 gingen naar de SS en kregen de SS nummers 1032, 1034 en 1035 (eenvoudigweg de NRS nummers verhoogd met 1000). De SS zette de locomotieven in tot 1917, waarna de 1032 aan de Domaniale Mijn in Kerkrade werd verkocht, waar de locomotief tot 1922 in gebruik bleef. De 1034 en 1035 werden aan de Spoorweg Maatschappij Gent - Terneuzen verhuurd, waar ze echter nauwelijks hebben gereden. Mogelijk zijn de locomotieven gebruikt als onderdelenleverancier voor de locomotieven GT 5 en GT 14.

## Overzicht
| Fabrieksnummer | In dienst | NRS nummer | SS nummer | HSM nummer | Uit dienst | Bijzonderheden                                               |
| -------------- | --------- | ---------- | --------- | ---------- | ---------- | ------------------------------------------------------------ |
| 1645           | 1865      | 31         |           | 339        | 1911       | In 1913 doorverkocht.                                        |
| 1646           | 1865      | 32         | 1032      |            | 1917       | Doorverkocht aan de Domaniale Mijn, aldaar ingezet tot 1922. |
| 1705           | 1866      | 33         |           | 340        | 1899       |                                                              |
| 1706           | 1866      | 34         | 1034      |            | 1917       | In 1917 verhuurd aan Spoorweg Maatschappij Gent - Terneuzen. |
| 1800           | 1867      | 35         | 1035      |            | 1917       | In 1917 verhuurd aan Spoorweg Maatschappij Gent - Terneuzen. |
| 1801           | 1867      | 36         |           | 341        | 1909       |                                                              |